# Livendula pauxilla
Livendula pauxilla is een vlindersoort uit de familie van de prachtvlinders (Riodinidae), onderfamilie Riodininae.
Livendula pauxilla werd in 1911 beschreven door Stichel.